# سباستین کبت
سباستین کَبت (انگلیسی: Sebastian Cabot؛ ۶ ژوئیهٔ ۱۹۱۸ – ۲۲ اوت ۱۹۷۷) بازیگر و صداپیشه اهل بریتانیا بود. وی بین سال‌های ۱۹۳۵ تا ۱۹۷۷ میلادی فعالیت می‌کرد.
از فیلم‌ها یا برنامه‌های تلویزیونی که وی در آن نقش داشته‌است، می‌توان به شمشیر در سنگ، آیوانهو، ماشین زمان، عمر خیام و رومئو و ژولیت اشاره کرد.